# Michaił Gieorgadze
Michaił Porfirjewicz Gieorgadze (ros. Михаи́л Порфи́рьевич Георга́дзе, ur. 12 marca 1912 we wsi Zodi w guberni kutaiskiej, zm. 23 listopada 1982 w Moskwie) – radziecki polityk narodowości gruzińskiej.

## Życiorys
Od 1929 pracował jako traktorzysta i brygadzista brygady traktorowej, 1934 ukończył technikum mechanizacji gospodarki rolnej, 1934-1941 studiował w Moskiewskim Instytucie Mechanizacji i Elektryfikacji Gospodarki Rolnej im. Mołotowa. Po ukończeniu instytutu był inżynierem, głównym inżynierem i szefem wydziału Ludowego Komisariatu Rolnictwa/Ministerstwa Rolnictwa/Ministerstwa Gospodarki Rolnej ZSRR, od 1942 należał do WKP(b), 1947-1951 był szefem Zarządu Zakaukazia Głównego Zarządu Stanic Maszynowo-Traktorowych Ministerstwa Gospodarki Rolnej ZSRR, 1951-1953 szefem Zarządu Stanic Maszynowo-Traktorowych Ministerstwa Gospodarki Rolnej/Ministerstwa Rolnictwa i Zapasów Gruzińskiej SRR. Od maja do września 1953 zastępca ministra gospodarki rolnej i zapasów Gruzińskiej SRR, od września 1953 do 5 marca 1954 minister gospodarki rolnej i zapasów Gruzińskiej SRR, od 20 września 1953 członek Biura KC Komunistycznej Partii Gruzji, od 1 października 1953 do 5 marca 1954 I zastępca przewodniczącego Rady Ministrów Gruzińskiej SRR. Od 18 lutego 1954 do 8 sierpnia 1956 II sekretarz KC KPG, od 8 sierpnia 1956 do lutego 1957 ponownie I zastępca przewodniczącego Rady Ministrów Gruzińskiej SRR, od 12 lutego 1957 do końca życia sekretarz Prezydium Rady Najwyższej ZSRR, od 8 kwietnia 1966 do 23 listopada 1982 zastępca członka KC KPZR. Deputowany do Rady Najwyższej ZSRR od 4 do 10 kadencji. Pochowany na Cmentarzu Nowodziewiczym.

## Odznaczenia
- Order Lenina (dwukrotnie)
- Order Czerwonego Sztandaru Pracy
- Order Czerwonej Gwiazdy